# Grotões
Grotões é uma elevação portuguesa localizada no concelho da Madalena, ilha do Pico, arquipélago dos Açores.
Este acidente geológico tem o seu ponto mais elevado a 1008 metros de altitude acima do nível do mar. Nas imediações desta formação montanhosa encontra-se o Cabeço da Cruz, o Cabeço Raso e o Cabeço Escalvado.